# Marvel Rivals
Marvel Rivals est un jeu vidéo de tir à la troisième personne de type hero shooter, développé et publié par NetEase en collaboration avec Marvel Games. Il est disponible sur Microsoft Windows, PlayStation 5, Steam Deck et Xbox Series en free-to-play depuis le 6 décembre 2024.

## Trame
Le scénario se concentre sur la rencontre hostile entre le Docteur Fatalis et son homologue héroïque de 2099. Cet évènement provoque la fusion de plusieurs univers dans « l'intrication temporelle »[réf. nécessaire], ce qui entraîne la création de nouveaux mondes. Cela amène les héros et les méchants du multivers à se battre les uns contre les autres avec pour objectif principal de vaincre les deux variantes du Docteur Fatalis avant que l'un d'eux ne remporte la victoire sur les nouveaux mondes[réf. nécessaire].

## Système de jeu
Marvel Rivals est un hero shooter à la troisième personne en six joueurs contre six joueurs,. Avec la bonne combinaison de deux ou trois personnages, les joueurs peuvent utiliser la « synergie dynamique des héros » qui maximise encore plus l'efficacité au combat de leur personnage jouable,. Le jeu propose également des environnements destructibles, permettant aux joueurs de modifier la carte à leur avantage.
En avril 2025, trente-huit personnages jouables sont officiellement annoncés,,. De plus, cinq lieux sont confirmés pour le jeu, à savoir Yggsgard  (une fusion d'Asgard et d'Yggdrasil), Tokyo de 2099, Hellfire Gala (en) de Krakoa, la maison des Klyntar, la base Hydra Charteris située en Antarctique et l'Empire intergalactique du Wakanda. Le jeu propose trois modes : Convoi, Domination et Convergence.

## Développement
La société chinoise NetEase s'est dotée d'une équipe de développeurs à Seattle aux États-Unis, dédiée à la conception du jeu et des niveaux, pour collaborer avec son équipe de Canton, en Chine, pour la production de Marvel Rivals. Auparavant, NetEase a développé deux jeux mobiles Marvel : Marvel Super War (2019) et Marvel Duel (en) (2020). Jay Ong de Marvel Games décrit Rivals comme l'un de leurs « projets de développement de jeux les plus ambitieux ».
Marvel Rivals connaît un test alpha fermé accessible au public pendant dix jours, du 10 au 20 mai 2024. Cependant, NetEase reçoit des réactions négatives lors du test lorsque le streamer Brandon Larned a appelé la société sur les réseaux sociaux pour avoir inclus une clause de non dénigrement dans le contrat remis aux créateurs de contenu qui avaient accès au test, interdisant aux critiques de dire quoi que ce soit de négatif sur le jeu. À la suite de la controverse, NetEase s'est excusé et a déclaré qu'il réviserait son contrat pour le rendre plus favorable aux créateurs,.
Marvel Rivals est un free-to-play dès sa sortie initiale. Bien que le jeu soit prévu pour sortir sur Microsoft Windows et macOS via Steam et Epic Games, NetEase déclare qu'il étudie des sorties potentielles sur d'autres plateformes,. Lors du State of Play (en) de Sony qui s'est tenu en mai 2024, le jeu est révélé pour PlayStation 5 et Xbox Series, ainsi que pour son prochain test bêta,,.
Le test bêta fermé pour Marvel Rivals a lieu du 23 juillet au 5 août 2024 pour les consoles et PC.
NetEase profite de la gamescom 2024 pour fixer la date de sortie du jeu sur toutes les plateformes au 6 décembre 2024.
Fin novembre 2024, la société chinoise annonce la fin de la production du jeu.

## Accueil

### Critiques
Marvel Rivals est globalement bien accueilli par la presse vidéoludique. En effet, l'agrégateur de notes OpenCritic établit un score global de 78 % pour le jeu,. Selon son propre panel de critiques, Metacritic recense distinctement la note moyenne reçue pour la version PC, PlayStation 5 et Xbox Series qui est respectivement de 76 %,, 77 %, et 83 %,.

### Fréquentation
Selon une source liée à NetEase, le jeu attire plus de 10 millions de joueurs durant les trois jours suivants sa sortie, et plus de 480 000 utilisateurs de Steam sont connectés simultanément durant le premier week-end. Le 17 décembre 2024, le seuil des 20 millions de joueurs ayant rejoint le jeu est franchi.

## Autres produits dérivées
- Marvel Rivals Infinity Comic 1-13 , 2024-2025 de Paul Allor (scénariste),  Luca Claretti (dessins), Tokitokoro (cover) par Marvel[56].